# آهز
آهز (به انگلیسی: Kalush) گروه موسیقی فرانسوی است.
آن‌ها به همراه آلوان نماینده فرانسه در یوروویژن ۲۰۲۲ بودند.